# Bayview (Texas)
Pour les articles homonymes, voir Bayview.
Bayview est une municipalité américaine du comté de Cameron, dans l’État du Texas. Au recensement de 2010, Bayview comptait 383 habitants.